# Surahammar (plaats)
Surahammar is de hoofdplaats van de gemeente Surahammar in het landschap Västmanland en de provincie Västmanlands län in Zweden. De plaats heeft 6276 inwoners (2005) en een oppervlakte van 550 hectare.

## Verkeer en vervoer
Bij de plaats lopen de Riksväg 66 en Länsväg 252.
De plaats heeft een station aan de spoorlijn Kolbäck - Ludvika.

## Geboren
- Åsa Svensson (1975), tennisspeler
- Ronald Pettersson (1935-2010), ijshockeyspeler